# Магомед Гаджиев (плавучая база)
«Магомед Гаджиев», при закладке ПБ-6 — советская плавучая база подводных лодок проекта 310 (обозначение НАТО Don-class) Северного флота, Черноморского флота ВМФ СССР и Черноморского флота ВМФ России. В переменном составе 5-й Средиземноморской эскадры кораблей ВМФ.

## ТТХ
Предназначена для базирования четырёх подлодок проектов 611 и 613. Была способна обеспечить навигационный и аварийный ремонт корпуса, механизмов и вооружения. Имелось хранилище на 42 торпеды 533-мм. В носовой оконечности размещался 100-тонный кран. Оборонительное вооружение включало четыре 100-мм артустановки Б-34УСМА и четыре спаренные 57-мм автомата ЗИФ-31Б. На последней плавбазе успели установить даже ЗРК «Оса-М». На двух плавбазах (пр.310М) кормовые 100-мм орудия были сняты и вместо них размещена вертолётная площадка.
На «Магомеде Гаджиеве» и «Фёдоре Видяеве» установлен комплекс космической связи «Кристалл-К».
- Водоизмещение: 7150 (5030) т.
- Размеры: длина — 137,2 м, ширина — 16,8 м, осадка — 6,5 м.
- Скорость полного хода: 16 узлов.
- Дальность плавания: 3000 миль при 12,5 узлах.
- Силовая установка: дизельная-электрическая, 2х2000 л. с.
- Грузоподъемность: 42 торпеды калибра 533 мм.
- Вооружение: 4х1 100-мм артустановки Б-34УСМА, 4х2 57-мм артустановки ЗИФ-31Б (2 — после модернизации).
- Экипаж: 350 чел. + 394 чел. экипажей ПЛ и походного штаба[1][2][неавторитетный источник].

## Служба
Плавучая база подводных лодок ПБ-6 была заложена по проекту 310 на ССЗ № 444 им. И. Носенко в Николаеве (заводской № 617) 10.11.1956 года. Названа в честь советского командира-подводника, Героя Советского Союза Магомета Имадутдиновича Гаджиева.
Была спущена на воду 25.06.1957 года, вступила в строй Черноморского флота 01.07.1960 года.

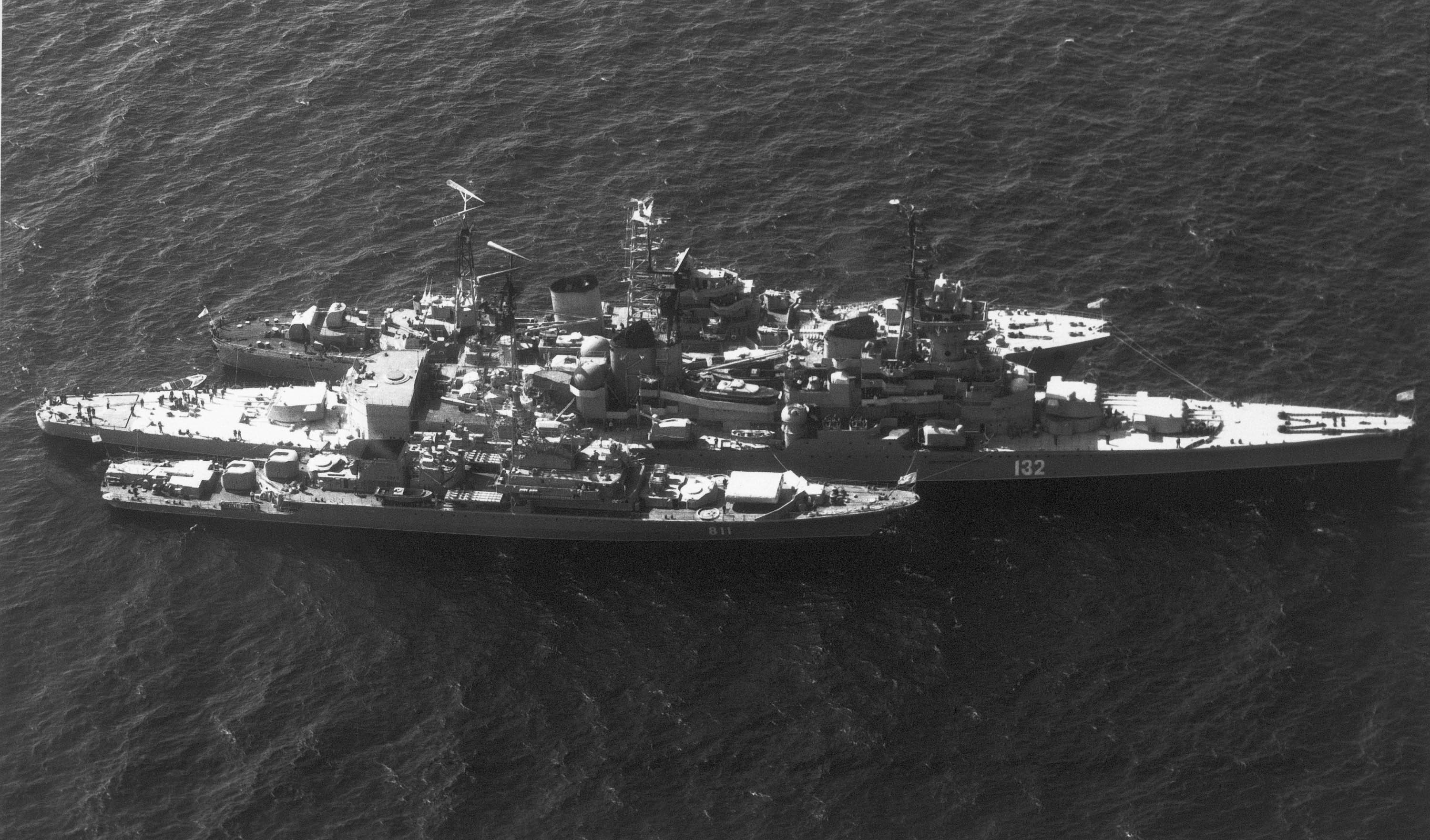
Сторожевой корабль Беззаветный пр. 1135, крейсер управления «Жданов» пр. 68-У и плавучая база подводных лодок пр. 310 Магомед Гаджиев в заливе Эс-Саллум, август 1982 года.

Выполняла задачи в Средиземном море в переменном составе 5-й Средиземноморской эскадры кораблей ВМФ.
С 1972 года на Северном флоте.
Бортовые номера: 57, 505, 597, 918, 919, 928, 985, 989 (1976), 940 (1982), 907 (1983), 879 (1986), 919 (1989), 877 (1990), 867(1992).
В составе группы кораблей ПБПЛ «Магомед Гаджиев» принимал участие в спасении моряков с аварийной АПЛ «К-19» у берегов Америки в 1972 году.
В 1989 году после выполнения боевой службы в Средиземном море плавбаза была перечислена с Северного на Черноморский флот. Входила в состав 39-й дивизии морских десантных сил с базированием на Донузлав.
ПБПЛ «Магомед Гаджиев» была выведена из состава флота 30 июня 1993 года и продана на слом в Индию.

## Командиры
- капитан 2-го ранга П. Ковалёв;
- капитан 2-го ранга Н. И. Сеньков.
- (1992-1993) капитан 2-го ранга Александр Гребенщиков[1].